# Ordgarius
Ordgarius es un género de arañas araneomorfas de la familia Araneidae. Se encuentra en Asia y Oceanía.

## Lista de especies
Según The World Spider Catalog 12.0::
- Ordgarius acanthonotus (Simon, 1909)
- Ordgarius bicolor Pocock, 1899
- Ordgarius clypeatus Simon, 1897
- Ordgarius ephippiatus Thorell, 1898
- Ordgarius furcatus (O. Pickard-Cambridge, 1877)
- Ordgarius hexaspinus Saha & Raychaudhuri, 2004
- Ordgarius hobsoni (O. Pickard-Cambridge, 1877)
- Ordgarius magnificus (Rainbow, 1897)
- Ordgarius monstrosus Keyserling, 1886
- Ordgarius pustulosus Thorell, 1897
- Ordgarius sexspinosus (Thorell, 1894)